# Syntrechalea reimoseri
Syntrechalea reimoseri là một loài nhện trong họ Trechaleidae.
Loài này thuộc chi Syntrechalea. Syntrechalea reimoseri được Lodovico di Caporiacco miêu tả năm 1947.